# Utopia (альбом Трэвиса Скотта)
Utopia (с англ. — «Утопия») — четвёртый студийный альбом американского рэпера Трэвиса Скотта. Он был выпущен 28 июля 2023 года на лейблах Cactus Jack Records и Epic Records. Альбом ознаменовал собой первую сольную пластинку рэпера с момента выпуска Astroworld в августе 2018 года, это самый долгий перерыв в карьере исполнителя. Работа содержит гостевые участия от Бейонсе, SZA, Bon Iver, Дрейка, Янг Тага, Playboi Carti, Ги-Манюэля де Омем-Кристо, Фьючера, Джеймса Блейка, Кида Кади, 21 Savage и других.
В поддержку альбома были выпущены три сингла — «K-pop», «Delresto (Echoes)» и «Meltdown», и, как концептуальная работа, он сопровождался фильмом Circus Maximus, который был выпущен за день до релиза альбома. Для продвижения альбома было организовано мероприятие, которое изначально планировалось провести в режиме прямой трансляции с Пирамид Гизы в Каире, но было перенесено в Большой цирк в Риме.

## История и запись
Название альбома было обнародовано в начале июля 2020 года, когда Скотт загрузил в Instagram пост с подписью Utopia. Он также использовал это слово в благодарственном письме по случаю второй годовщины пластинки Astroworld. В октябре Скотт опубликовал серию твитов, связанную с новым альбомом.
Запись альбома началась в 2019 году. В январе 2019 года цепи бренда Elliante с надписью Utopia были замечены на исполнителях Родди Рич, Янг Таге, Luxury Tax, Don Toliver, Gunna, 21 Savage, Sheck Wes, Крис Браун, Wheezy и Mustard.
В интервью i-D от 2021 года Скотт сказал, что он работает с новыми людьми, пытаясь улучшить своё звучание. В апреле того же года в Калифорнии появились рекламные щиты с названием пластинки.
В феврале 2023 года на Звёздном уикенде НБА в Солт-Лейк-Сити Скотт сообщил, что Utopia будет выпущена после выхода проектов рэперов его лейбла, включая Don Toliver, Sheck Wes и SoFaygo.

### Концепция
В мае 2021 года продюсер Майк Дин сообщил, что Utopia возвращает стиль Скотта к атмосфере дебютного микстейпа Owl Pharaoh. В интервью WWD Скотт описал звучание пластинки, отметив, что он будет звучать как психоделический рок.

### Песни
В июне 2021 года Скотт появился на показе Cactus Jack for Dior Summer 2022, в котором прозвучали две новые песни: «In My Head» при участии Swae Lee, которая утекла в сеть в августе 2019 года и была записана в 2018 году во время записи Astroworld, а также «Lost Forever» при участии Джеймса Блейка и Westside Gunn. На Rolling Loud Miami 24 июля 2021 года Скотт представил новую песню под названием «Escape Plan». Трек был выпущен в качестве сингла 5 ноября 2021 года вместе с песней «Mafia» при участии Джей Коула. Предполагалось, что эти два трека войдут в третий сольный микстейп Скотта Dystopia. Пластинка должна была стать прелюдией к Utopia, однако её релиз так и не состоялся.
В августе 2022 года Скотт объявил о проведении недельной программы в ночном клубе Zouk в Лас-Вегасе под названием «Road to Utopia» (с англ. — «На пути к Utopia») с 17 по 24 сентября. В том же месяце рэпер выступил на The O2 Arena в Лондоне, где исполнил песню «God’s Country», которая изначально предназначалась для альбома Канье Уэста Donda. В декабре стало известно, что выпуск Utopia и сопровождающее его мировое турне запланированы на начало 2023 года.
В мае 2023 года Скотт представил демозапись своей совместной работы с Бэд Банни и The Weeknd. Песня получила название «K-Pop» и была выпущена в качестве лид-сингла с Utopia 21 июля 2023 года. Второй сингл «Delresto (Echoes)» при участии певицы Бейонсе и инди-фолк-группы Bon Iver вышел в один день с альбомом, 28 июля.

## Продвижение
В мае 2023 года Скотт исполнил песни из альбома для команды Houston Astros и сообщил, что материал находится на стадии мастеринга. Вскоре после этого появились фотографии, на которых запечатлены Скотт в невыпущенных кроссовках Air Jordan 1 low с предполагаемым логотипом пластинки, и его телохранитель, держащий портфель с надписью Utopia.
В конце июня 2023 года Скотт обновил свой веб-сайт, разместив на нём логотип Utopia и скрытую ссылку для предварительного заказа. Вскоре после этого по всему Лос-Анджелесу стали появляться новые рекламные щиты с изображением часов и замка, намекающие на дату выхода альбома.
9 июля 2023 года Скотт поделился в социальных сетях видеороликами, связанными с Utopia, в том числе одним, где он работает над проектом с Риком Рубином. Затем была анонсирована прямая трансляция альбома с Пирамид Гизы 28 июля. 22 июля во время выступления в качестве хедлайнера на Rolling Loud Скотт сказал, что это выступление станет последним с сет-листом эпохи Astroworld. 26 июля было объявлено, что мероприятие около пирамид Гизы в честь выпуска альбома отменяется из-за проблем со строительством сцены в пустыне.

### Киноадаптация
В августе 2021 года Скотт подписал контракт с компанией A24 и анонсировал собственный фильм, основанный на альбоме. В июле 2023 года, после почти двух лет отсутствия информации, стало известно, что создание фильма было завершено. Он снят Хармони Корином в инфракрасном диапазоне. 22 июля Скотт объявил, что фильм называется Circus Maximus.

## Содержание
Utopia выполнена в стиле старых работ Трэвиса. На альбом также повлияли релизы американского рэпера Канье Уэста: различные издания отмечают схожесть пластинки Скотта с The Life of Pablo (2016), Donda (2021) и в особенности с Yeezus (2013), в качестве продюсера которого участвовал Трэвис. Utopia вдохновлена звучанием индастриала и прог-рока, на песнях присутствуют искажённые вокальные сэмплы.
Альбом состоит из 19 песен, выполненных в разных стилях. Лирически песни посвящены как привычным для рэпера темам, вроде богатства, женщин и зависимости, так и более личным. В открывающем треке «Hyaena» слышны звуки ситара. На песне «Thank God» Трэвис рассуждает о публичном осуждении и недоверии к его словам со стороны общественности. Инструментальная часть «Modern Jam» отсылает к истокам хип-хопа и содержит живой звук клавишных инструментов, она была выполнена Ги-Манюэлем де Омемом-Кристо, одним из основателей хаус-дуэта Daft Punk, для изначальной версии «I Am a God» Канье Уэста. Трек «My Eyes», который русскоязычное издание Meduza назвало «убаюкивающим», к своему завершению становится быстрее, на нём рэпер говорит о собственной жизни и роскоши, а потом вспоминает историю его матери, которая зарабатывала, продавая телефоны. Песня «Sirens» ссылается на давку на Astroworld Festival, унёсшую жизнь десяти человек, Трэвис поёт о том, что гибель его фанатов на концерте не отпускает его. Трек «Meltdown» содержит три смены инструментальной части, что отсылает к другой совместной с Дрейком песне «Sicko Mode», где используется аналогичный приём. В тексте композиции приглашённый исполнитель диссит своего давнего оппонента, рэпера Pusha T, а также певца Фаррелла Уильямса. В инструментале «Skitzo» используется звук виолончели и контрабаса. Закрывающий альбом трек «Til Further Notice» повествует о борьбе рэпера с Сатаной, исполнитель задаёт вопрос: «Куда ты пойдёшь теперь, когда закончил со мной?».
Треки «Thank God», «God’s Country» и «Telekinesis» (раннее имел название «Future Sounds») изначально записывались и предназначались для десятого студийного альбома Канье Уэста Donda, однако так и не попали в финальную версию пластинки, после чего были переделаны Трэвисом для Utopia. Уэст по-прежнему числится автором песен, однако его куплеты были убраны.

## Приём

### Отзывы
| Совокупная оценка   | Совокупная оценка |
| Источник            | Оценка            |
| ------------------- | ----------------- |
| Metacritic          | 62/100            |
| Оценки критиков     |                   |
| Источник            | Оценка            |
| Clash               | 9/10              |
| American Songwriter | [ 41 ]            |
| HipHopDX            | 2.4/5             |
| NME                 | [ 43 ]            |
| Pitchfork           | 5.7/10            |
| Slant Magazine      | [ 45 ]            |

Альбом получил смешанные оценки от критиков. Издание American Songwriter считает, что эта пластинка — «потрясающая вещь, крайне необходимая для хип-хопа», похвалив Скотта за то, что он остаётся «верным своему стилю, своим предпочтениям и своим принципам [и] идёт против тенденций». Робин Мюррей из Clash высоко оценил альбом за его «смелость, браваду и постоянное нарушение правил». Журнал Slant отмечает, что пластинка «представляет собой не столько скомпонованную работу, сколько серию потрясающих кусков с загромождённой средней частью, где постепенно начинает казаться, что Скотт потерял нить». Альфонс Пьер из Pitchfork описал Utopia как «блестящее, пустое зрелище, наполненное поп-суперзвездами, которые редко производят впечатление». Рецензент считает, что «глобальные амбиции [пластинки] приносят в жертву ту частичку реальности, которая у исполнителя осталась», поскольку Скотт «в процессе сглаживает свой южный стиль». В издании NME, отмечая влияние Канье Уэста на проект, написали, что Трэвис «возвращается в гигантскую тень своего наставника. Канье Уэст является не просто вдохновением, а призраком, который нависает над личностью Скотта в этом альбоме».

### Коммерческие показатели
В Соединённых Штатах Utopia дебютировала под номером один в чарте Billboard 200 с 496 000 альбомными единицами (включая 252 000 чистых продаж) за первую неделю. Это четвёртый студийный альбом Скотта, занявший вершину чарта. Пластинка продержалась четыре недели на данной позиции, что является рекордом для Трэвиса. За вторую неделю продано 147 000 копий, за третью — 185 000, а за четвёртую — 161 000. Все 19 песен дебютировали в Billboard Hot 100, что сделало Скотта 15-м исполнителем в истории чарта, сто песен которого попали в него.
В Соединённом Королевстве Utopia дебютировала на первой строчке UK Albums Chart, став первым альбомом Скотта, достигшим подобного результата. Пластинка также возглавила австралийский чарт ARIA Albums Chart. Кроме того, восемнадцать треков из альбома дебютировали в ARIA Singles Chart, включая «Meltdown» на шестом месте.

## Список композиций
| №                   | Название                                                      | Автор(ы) | Продюсер(ы)                                                                 | Длительность |
| ------------------- | ------------------------------------------------------------- | --- | --------------------------------------------------------------------------- | ------------ |
| 1.                  | «Hyaena»                                                      | Жак Уэбстер II, Эбони Ошунринде, Майкл Дин, Энди Вотел, Дерек Шулман, Эдвард Хейзел, Керри Миннеар, Ноа Голдштейн, Рэй Шулман и Джордж Клинтон | Трэвис Скотт, WondaGurl[b], Свит[b], Ноа Голдштейн[b] и Майк Дин[b]         | 3:42         |
| 2.                  | «Thank God»                                                   | Уэбстер, Ошунринде, Йе, Марк Мбого, Аллен Риттер, Майкл Муле, Айзек Де Бони и Джахмал Гвин                                                     | Трэвис Скотт, WondaGurl, Йе, Риттер, FnZ и BoogzDaBeast                     | 3:04         |
| 3.                  | «Modern Jam» (при участии Teezo Touchdown)                    | Уэбстер, Аарон Томас, Ги-Манюэль де Омем-Кристо и Дин                                                                                          | Трэвис Скотт, Ги-Манюэль де Омем-Кристо, Свит[b] и Дин[b]                   | 4:15         |
| 4.                  | «My Eyes»                                                     | Уэбстер, Джастин Вернон, Сампха Сисай, Уэсли Гласс, Джозайя Шерман, Джозеф Торналли и Ошунринде                                                | Трэвис Скотт, Вернон, Wheezy, Бадди Росс, Vegyn и WondaGurl                 | 4:11         |
| 5.                  | «God's Country»                                               | Уэбстер, Йе, Самуэль Глоаде и Дилан Клири-Крелл                                                                                                | Скотт, 30 Roc и Dez Wright                                                  | 2:07         |
| 6.                  | «Sirens»                                                      | Уэбстер, Джахан Свит, Кит Кабве, Айзек Мпофу, Джон Фэннон, Шерман и Голдштейн                                                                  | Трэвис Скотт, Голдштейн[b], Ross[b], E*vax[b], Джон Мейер[b] и WondaGurl[b] | 3:24         |
| 7.                  | «Meltdown» (при участии Дрейка)                               | Уэбстер, Обри Грэм, Мэтью Сэмюэлс, Андерсон Эрнандес, Брайтавиус Чамберс, Бенджамин Сен-Форт и Скотти Коулман                                  | Boi-1da, Vinylz, Tay Keith, BNYX, Коулман и Skeleton Cartier[b]             | 4:06         |
| 8.                  | «Fe!n» (при участии Playboi Carti)                            | Уэбстер, Джордан Картер, Хадиму Фолл и Свит | Трэвис Скотт и Свит[b]                                                      | 3:11         |
| 9.                  | «Delresto (Echoes)» (при участии Бейонсе)                     | Уэбстер, Бейонсе Ноулз-Картер, Вернон, Джеймс Лизерленд, Чонси Холлис-младший, Дин и Риттер                                                    | Трэвис Скотт, Hit-Boy[a], Майк Дин[a] и Риттер[a]                           | 4:34         |
| 10.                 | «I Know ?»                                                    | Уэбстер, Озан Йылдырым, Коулман, Росс и Коби Худ                                                                                               | Трэвис Скотт, Oz и Коулман                                                  | 3:31         |
| 11.                 | «Topia Twins» (при участии Rob49 и 21 Savage)                 | Уэбстер, Роберт Томас, Шейя Абрахам-Джозеф, Гласс и Оливер Родиган                                                                             | Трэвис Скотт, Wheezy, Cadenza, Wright[b] и Hoops[b]                         | 3:43         |
| 12.                 | «Circus Maximus» (при участии the Weeknd и Swae Lee)          | Уэбстер, Эйбел Тесфайе, Халиф Браун, Голдштейн, Свит и Дин                                                                                     | Трэвис Скотт, Голдштейн, Свит[b], Дин[b] и WondaGurl[b]                     | 4:18         |
| 13.                 | «Parasail» (при участии Yung Lean и Дейва Шаппелла)           | Уэбстер, Юнатан Хостад, Дейв Шаппелл, Свит, Голдштейн, Росс, Thornalley и Anthony Ruiz                                                         | Трэвис Скотт, Свит, Голдштейн, Росс, Vegyn и ANTHRO[a]                      | 2:34         |
| 14.                 | «Skitzo» (при участии Янг Тага)                               | Уэбстер, Джеффери Уильямс, Индиа Симпсон, Ошунринде, Дуглас Форд, Сэмюэлс и Свит                                                               | Boi-1da, Свит, Nami, Сайлес, Sevn Thomas, Ник Дин, Slim Pharoah и Коулман   | 6:06         |
| 15.                 | «Lost Forever» (при участии Westside Gunn)                    | Уэбстер, Лизерленд, Элвин Уорти, Алан Маман, Доминик Мейкер и Форд                                                                             | Трэвис Скотт, Джеймс Блейк, The Alchemist и Дом Мейкер                      | 2:43         |
| 16.                 | «Looove» (при участии Кида Кади)                              | Уэбстер, Скотт Мескади и Фаррелл Уильямс | Трэвис Скотт, Фаррелл Уильямс[b] и Ross[b]                                  | 3:46         |
| 17.                 | «K-pop» (при участии Bad Bunny и the Weeknd)                  | Уэбстер, Бенито Окасио, Тесфайе, Карло Монтаньезе, Сен-Форт, Сэмюэлс, Свит и Биграм Заяс                                                       | Illangelo, BNYX, Boi-1da, Свит и DVLP[b]                                    | 3:05         |
| 18.                 | «Telekinesis» (при участии Фьючера и SZA)                     | Уэбстер, Нейведиус Уилбер, Солана Роу, Йе, Свит, Нима Джаханбин, Паймон Джаханбин, Эдгар Набейн Пэнфорд, Виктори Бойд и Гвин                   | Трэвис Скотт, BoogzDaBeast, Йе[b], Свит[b] и Hudson Mohawke[b]              | 5:53         |
| 19.                 | «Til Further Notice» (при участии Джеймса Блейка и 21 Savage) | Уэбстер, Лизерленд, Абрахам-Джозеф и Лиленд Тайлер Уэйн                                                                                        | Джеймс Блейк и Metro Boomin                                                 | 5:14         |
| Общая длительность: | Общая длительность:                                           | Общая длительность: | Общая длительность:                                                         | 73:27        |

| №  | Название                                        | Автор(ы)                                                      | Продюсер                           | Длительность |
| -- | ----------------------------------------------- | ------------------------------------------------------------- | ---------------------------------- | ------------ |
| 7. | «Aye» (Lil Uzi Vert при участии Трэвиса Скотта) | Саймир Вудс, Уэбстер, Сен-Форт, Брэндон Вил и Бенджамин Томас | BNYX, Брэндон Финессин и Бен Томас | 3:27         |

Примечания
- ↑  дополнительный продюсер.
- ↑  сопродюсер.
- «Thank God» содержит дополнительный вокал KayCyy[англ.] и Teezo Touchdown, а также неуказанное участие Сторми — дочери Скотта.
- «My Eyes» содержит вокал Bon Iver и Сампхи[англ.].
- «Fe!n» содержит неуказанный дополнительный вокал Sheck Wes.
- «Delresto (Echoes)» содержит вокал Джастина Вернона.
- «Parasail» содержит неуказанный дополнительный вокал Don Toliver.
- «Lost Forever» содержит вокал Джеймса Блейка.
- «Aye» (Lil Uzi Vert при участии Трэвиса Скотта) доступен на стриминговых сервисах как 3-я композиция на альбоме Lil Uzi Vert Pink Tape

## Чарты
| Чарт (2023)                            | Высшая позиция |
| -------------------------------------- | -------------- |
| Австралия (ARIA)                       | 1              |
| Австралия (ARIA Hip Hop/R&B Albums)    | 1              |
| Бельгия/Фландрия (Ultratop)            | 3              |
| Бельгия/Валлония (Ultratop)            | 1              |
| Канада (Canadian Albums Chart)         | 1              |
| Чехия (ČNS IFPI)                       | 1              |
| Нидерланды (Album Top 100)             | 1              |
| Финляндия (Suomen virallinen lista)    | 1              |
| Франция (SNEP)                         | 1              |
| Германия (Offizielle Top 100)          | 2              |
| Исландия (Plötutíðindi)                | 1              |
| Ирландия (Irish Albums Chart)          | 1              |
| Италия (FIMI)                          | 1              |
| Япония (Oricon Digital Albums)         | 20             |
| Япония (Billboard Japan)               | 63             |
| Литва (AGATA)                          | 2              |
| Новая Зеландия (RMNZ)                  | 1              |
| Норвегия (VG-lista)                    | 1              |
| Словения (ČNS IFPI)                    | 1              |
| Испания (PROMUSICAE)                   | 2              |
| Швеция (Sverigetopplistan)             | 1              |
| Швейцария (Schweizer Hitparade)        | 1              |
| Великобритания (UK Albums Chart)       | 1              |
| Великобритания (UK R&B Albums Chart)   | 3              |
| США (Billboard 200)                    | 1              |
| США (Billboard Top R&B/Hip-Hop Albums) | 1              |

## Сертификации
| Регион                                                                      | Сертификация | Продажи |
| --------------------------------------------------------------------------- | ------------ | ------- |
| Италия (FIMI)                                                               | Золотой      | 25 000  |
| Новая Зеландия (RMNZ)                                                       | Платиновый   | 15 000  |
| Великобритания (BPI)                                                        | Серебряный   | 60 000  |
| Данные о продажах + прослушиваниях приведены только на основе сертификации. |              |         |

## История выпуска
| Регион | Дата         | Лейбл(ы)         | Формат(ы)                      | Прим.  |
| ------ | ------------ | ---------------- | ------------------------------ | ------ |
| Мир    | 28 июля 2023 | Cactus Jack Epic | Цифровое скачивание и стриминг | [ 81 ] |
| США    | 31 июля 2023 | Cactus Jack Epic | Долгоиграющая пластинка        | [ 82 ] |